# Douster Brook
Der Douster Brook ist ein Wasserlauf in West Sussex, England. Er entsteht als Abfluss des Douster Pond im Buchan County Park im Süden von Crawley und fließt in nördlicher Richtung bis zu seiner Mündung in den Ifield Mill Pond.